# Armada (album)
Armada è il terzo album del gruppo musicale black metal norvegese Keep of Kalessin. Questo album è stato pubblicato per l'etichetta Tabu Records ma successivamente alla sua uscita è stato pubblicato un vinile doppio per l'etichetta Back on Black. L'uscita del disco segna il ritorno del batterista Vyl (Vegar Larsen) e l'arrivo del nuovo bassista Wizziac (Robin Isaksen) e del nuovo vocalist Thebon (Torbjörn Schei).
Dall'album sono tratti i videoclip dei brani Into the Fire e Crown of the Kings.

## Tracce
1. "Surface" - 1:09 (intro)
2. "Crown of the Kings" - 7:11
3. "The Black Uncharted" - 6:51
4. "Vengeance Rising" - 5:01
5. "Many are We" - 4:52
6. "Winged Watcher" - 3:53
7. "Into the Fire" - 4:10
8. "Deluge" - 2:44 (strumentale)
9. "The Wealth of Darkness" - 6:26
10. "Armada" - 7:32

## Formazione
- A.O "Obsidian Claw" Gronbech - chitarra elettrica e acustica, synth
- Thebon - voce
- Vegard "Vyl" Larsen - batteria
- Wizziac - basso